# Anagarika Govinda
Anagarika Govinda láma, eredeti nevén Ernst Lothar Hoffmann (Waldheim, Németország, 1898. május 17. – Mill Valley, USA, 1985. január 14.) német festő, író, buddhista szerzetes, az Árja Maitréja Mandala rend alapítója.

## Élete
Apja egy cigarettagyár német tulajdonosa, anyja bolíviai volt. Hoffmann hároméves volt, amikor anyja meghalt. Hoffmann már fiatal gyerekkorától tanulmányozta a nagy világvallásokat. Hamburgban érettségizett, majd filozófiai, pszichológiai és archeológiai tanulmányokat folytatott a Freiburgi Egyetemen. 1920 és 1928 között Capri szigetén élt, és ott festette első képeit. Archeológiai kutatásokat végzett Nápoly és Cagliari környékén, Málta szigetén, valamint Észak-Afrikában.
1928-ban Srí Lanka szigetére utazott és beállt buddhista szerzetesnek Nyanatiloka (1878-1957) vezetése alatt. Páli nyelvű tanulmányokat folytatott Srí Lankán és Burmában. Itt felvette a Govinda nevet. 1930-ban házat épített nevelőanyjának, Anna Habermannak Srí Lankán, ez volt a Varijagoda remetelak. Ezen a helyen élt 1931 márciusáig. 1931-től 1937-ig buddhista filozófiát, pszichológiát és archeológiát tanított több indiai egyetemen. Közben Dardzsilingben találkozott mesterével, Tomo gese rinpocsével, aki beavatta őt a mahájána és a vadzsrajána buddhista hagyományokba. Tibeti nyelvi tanulmányokat folytatott, és 1932-től 1938-ig kutatóexpedíciókat vezetett és zarándokutakat tett Szikkimbe, a tibeti Csumbi-völgybe és Dél-Tibetbe. 1933. október 14-én, az indiai Dardzsilingben megalapította az Árya Maitreya Mandala buddhista közösséget (ÁMM). 1935 és 1945 között a Nemzetközi Buddhista Egyetemi Társaság főtitkára volt. A második világháború alatt (valószínűleg német származása miatt) a britek internálták.
1947-ben feleségül vette az indiai-párszi származású Ratti Petitet (ismertebb nevén: Li Gotami). 1947 és 1949 között újabb expedíciók Dél-, Közép- és Nyugat-Tibetbe (Caparang-expedíció). 1950-től Indiában élt. 1955-től a Himalája lábánál lévő Kasar Devi Ashramban, Almorában telepedett le, és ott írta újabb műveit. 1952 novemberében az indiai Száncsiban létrehozta az ÁMM nyugati ágát. Ehhez csatlakozott 1952-ben a magyarországi Buddhista Misszió is. 1960-tól előadókörutakat tartott Európában, 1968-tól az USA-ban és Japánban is. 1973-ban visszatért Almorába. 1978-ban egészségügyi okokból Kaliforniába költözött.

## Művei

### Írások
- Die Grundgedanken des Buddhismus (Lipcse, 1920)
- Rhythmische Aphorismen (Drezda, 1926)
- Gedanken und Gesichte (Drezda, 1928)
- Abhidhammattha Sangaha. Ein Compendium buddhistischer Philosophie und Psychologie (München, 1931)
- Art and Meditation (Allahabad, 1936)
- Die psychologische Haltung der frühbuddhistischen Philosophie (Allahabad, 1939); A korai buddhista filozófia lélektani attitűdje (Budapest, 1993)
- Stupa Symbolism (Allahabad, London, 1940)
- Om Mani Padme Hum (Zürich, 1956); Om ma-ni pad-me hum (Budapest, 1984)
- Der Weg der weißen Wolken (Zürich, 1959); A fehér felhők útja (Budapest, 1983 és 2008)
- Mandala – Gedichte und Betrachtungen (1961)
- Schöpferische Meditation und multidimensionales Bewußtsein (Freiburg, 1977)
- Der Stupa Psychokosmisches Lebens und Todessymbol (1978); A buddhista stupa pszicho-kozmikus szimbolikája (Budapest, 1986)
- The Inner Structure of the I Ching (1981); Die innere Struktur des I Ging (1983)
- Buddhistische Reflexionen (Bern, München, Wien, 1983)
- Az Árya Maitreya Mandala Rend eredete és célja (Budapest, 1984)
- Az Árya Maitreya Mandala Rend áhítat-szertartása (Budapest, 1984)
- Meditációs gondolatok (Budapest, 1986)
- Meditációs költemények (Budapest, 1986)

### Forgatókönyv
- Mipam (é.n.)
- Siddhartha (1946)

## Magyarul
- A fehér felhők útja. Egy buddhista zarándok Tibetben; ford. Gyenes József; Buddhista Misszió, Bp., 1983
- Om ma-nDi pad-me hum. A Vajrayána misztika a "Hat Szent Szótag" ezotérikus tanai alapján; ford. Hetényi Ernő ford.; Buddhista Misszió, Bp., 1984
- Meditációs költemények; ford. Gyenes József; Buddhista Misszió, Bp., 1986
- A buddhista stüpa pszicho-kozmikus szimbolikája; ford. Mireisz László; Buddhista Misszió, Bp., 1986
- Meditációs gondolatok; ford. Hetényi Ernő; Buddhista Misszió, Bp., 1986
- Meditációs képek; szöveg, rajz lama Anagarika Govinda; ford. Hetényi Ernő; Buddhista Misszió, Bp., 1987
- A korai buddhista filozófia lélektani attitűdje és annak szisztematikus bemutatása az Abhidhamma hagyománya alapján; ford. Takács László; Orient Press, Bp., 1992
- Láma Anagarika Govinda (Anangavadzsra Khamszum Vangcsuk): Fehér felhők útja. Egy buddhista zarándok Tibetben; ford. Horváth Erzsébet; Filosz, Bp., 2009 (Ékajána könyvek)
- Fehér felhők útja. Egy buddhista zarándok Tibetben; ford. Horváth Erzsébet; 2. jav. kiad.; Filosz, Bp., 2018 (Ékajána könyvek)
- Teremtő meditáció és többdimenziós tudatosság; ford. Tóth Zsuzsanna; Filosz, Bp., 2020 (Ékajána könyvek)
- A korai buddhista filozófia lélektani attitűdje és annak szisztematikus bemutatása az abhidhamma hagyománya alapján; ford. Tenigl-Takács László; 2. jav. kiad.; Filosz, Budapest, 2023 (Ékajána könyvek)